# Крестовоздвиженский собор (Тутаев)
Собор Воздвижения Креста Господня «что в валах» (Романовский Крестовоздвиженский собор) — православный храм в городе Романов-Борисоглебске, в советское время переименованном в Тутаев. Памятник церковной архитектуры середины XVII века. Находится на левом берегу Волги, в наиболее древней части города, которая до объединения Романова-Борисоглебска носила имя города Романова и была центром Романовского уезда. Древнейший архитектурный памятник города. Объект культурного наследия России федерального значения.

## История
Крестовоздвиженский храм построен в 1658 году ярославскими мастерами. Он стоит на территории старого городища Романовского кремля, на месте более древнего деревянного собора XIII века. Является одним из ранних вариантов архитектурного типа храмов, который стал характерен для местных церквей середины XVII века.
Собор строился на пожертвования прихожан и купцов. Это был первый каменный храм в городе, и средств на его строительство не хватало. По прошению жителей города царь Алексей Михайлович пожертвовал 100 рублей на завершение строительства.
Закрыт для богослужения в 1930 году. 30 августа 1960 года собор поставлен под государственную охрану как объект культурного наследия республиканского значения. Возвращён православной церкви в 1992 году.

## Расположение
Храм расположен внутри крепостных валов городища, воздвигнутых ещё при основателе города угличском князе Романе Васильевиче. Постановка Крестовоздвиженского собора в северо-восточном углу городища продиктовала различную степень декоративной насыщенности его фасадов. Восточный и северный фасады оказались почти вплотную придвинуты к крепостному валу, поэтому их декор оказался достаточно скудным. Также это породило некоторую асимметрию самой композиции. Северо-восточный придел несколько ниже и меньше по площади, чем юго-восточный.

## Архитектура церкви
Основной объём храма черырёхстолпный, без подклета, увенчан пятью луковичными главами на массивных световых барабанах. Пятиглавие доминирует в архитектурном облике храма. Первоначально храм был крыт по закомарам.
Храм с трёх сторон окружён закрытыми галереями-папертями, которые были перестроены в XIX веке. В галереях устроены два придела с декоративными шатровыми завершениями. Северный придел меньше южного.
С северо-запада к храму примыкает невысокая шатровая колокольня. Колокольня и приделы композиционно подчинены основному объёму барабанов. Специалисты отмечают, что общая композиция храма отстаёт от лучших ярославских образцов этой эпохи.

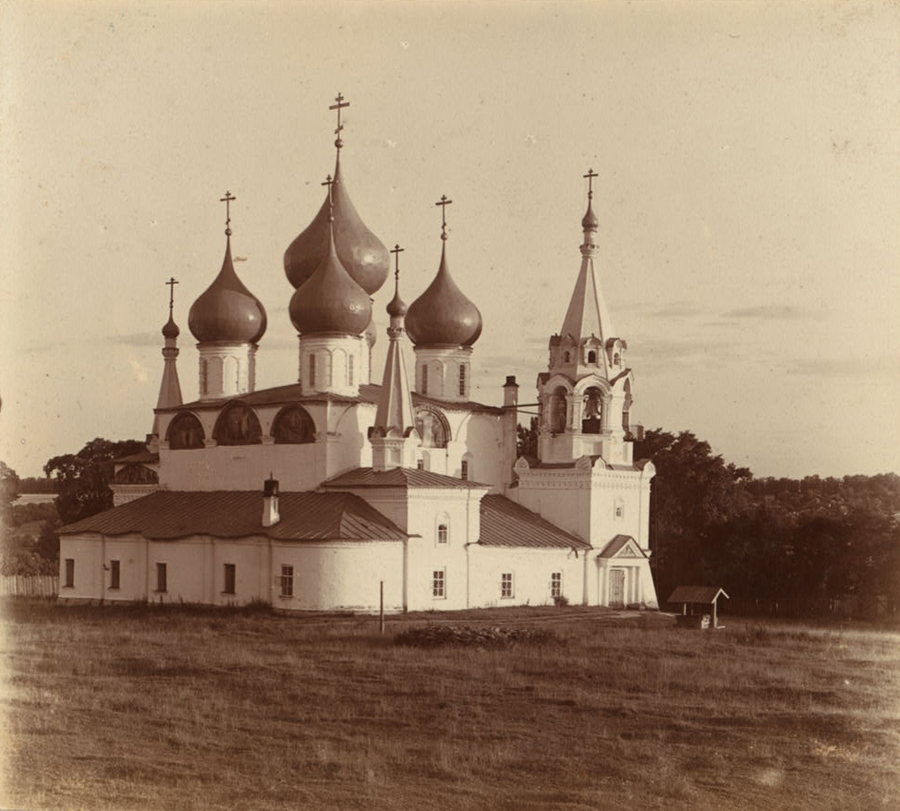
Вид на храм в 1910 году
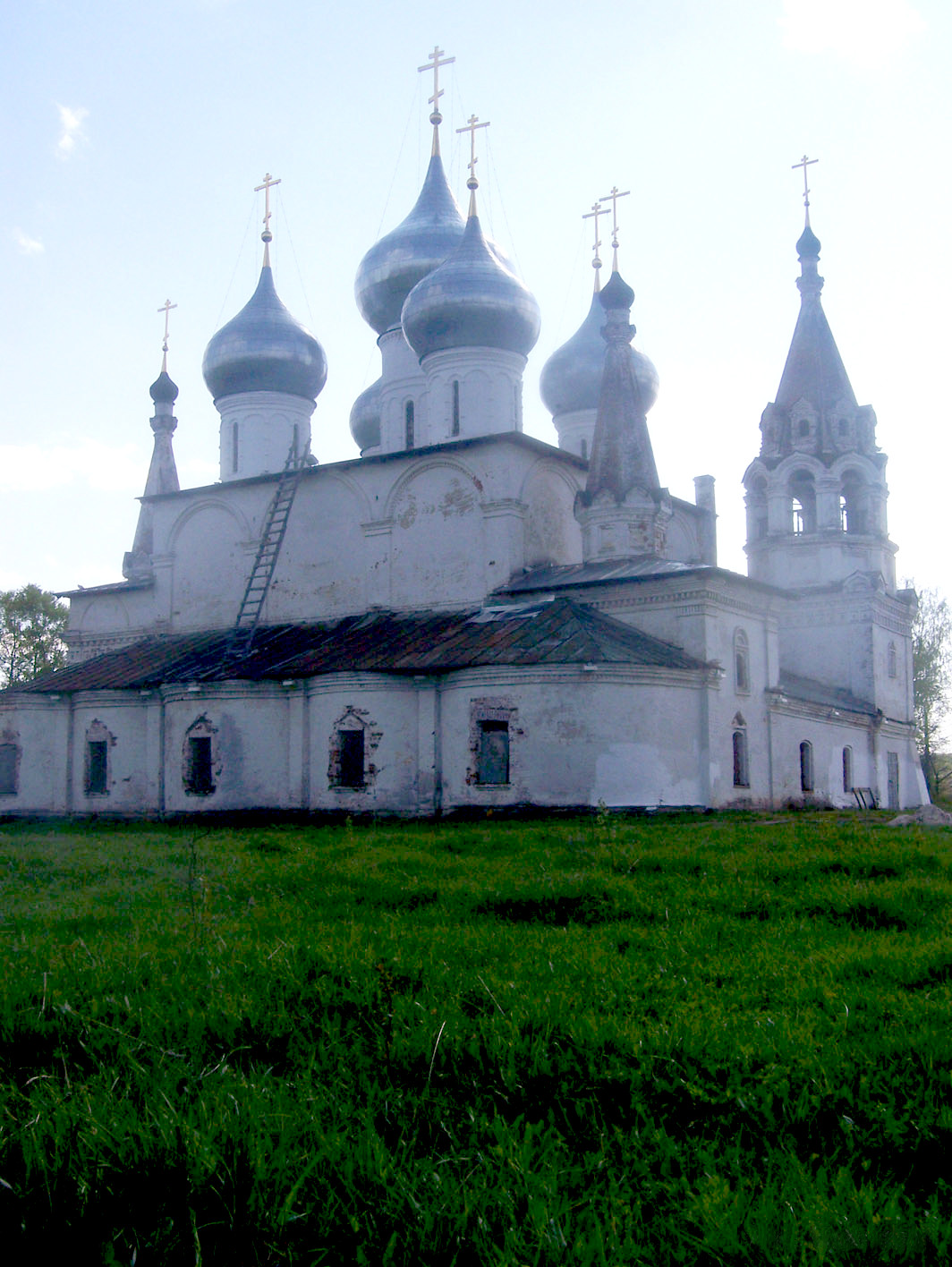
Вид на храм с того же ракурса 98 лет спустя
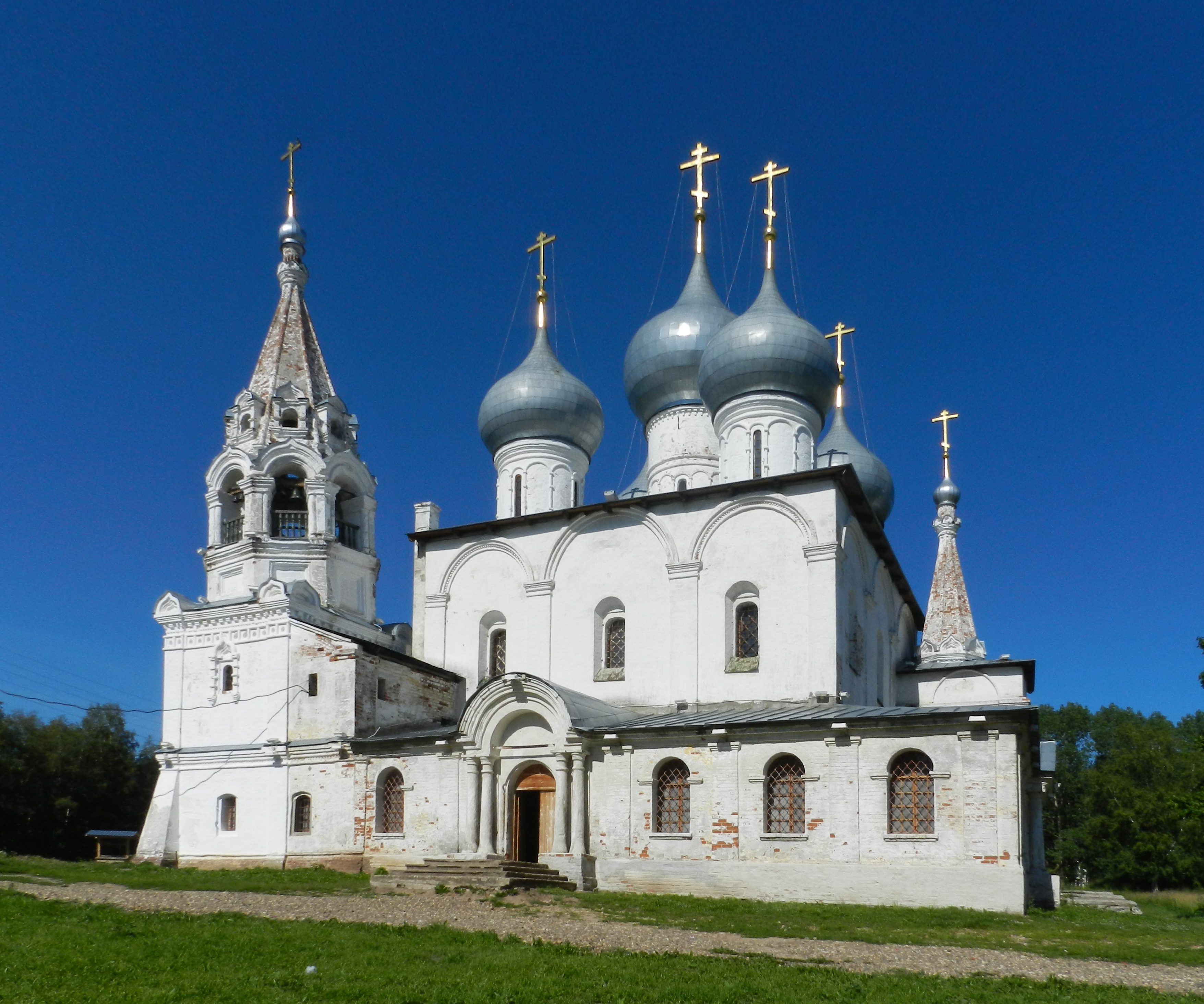
Вид с юго-запада
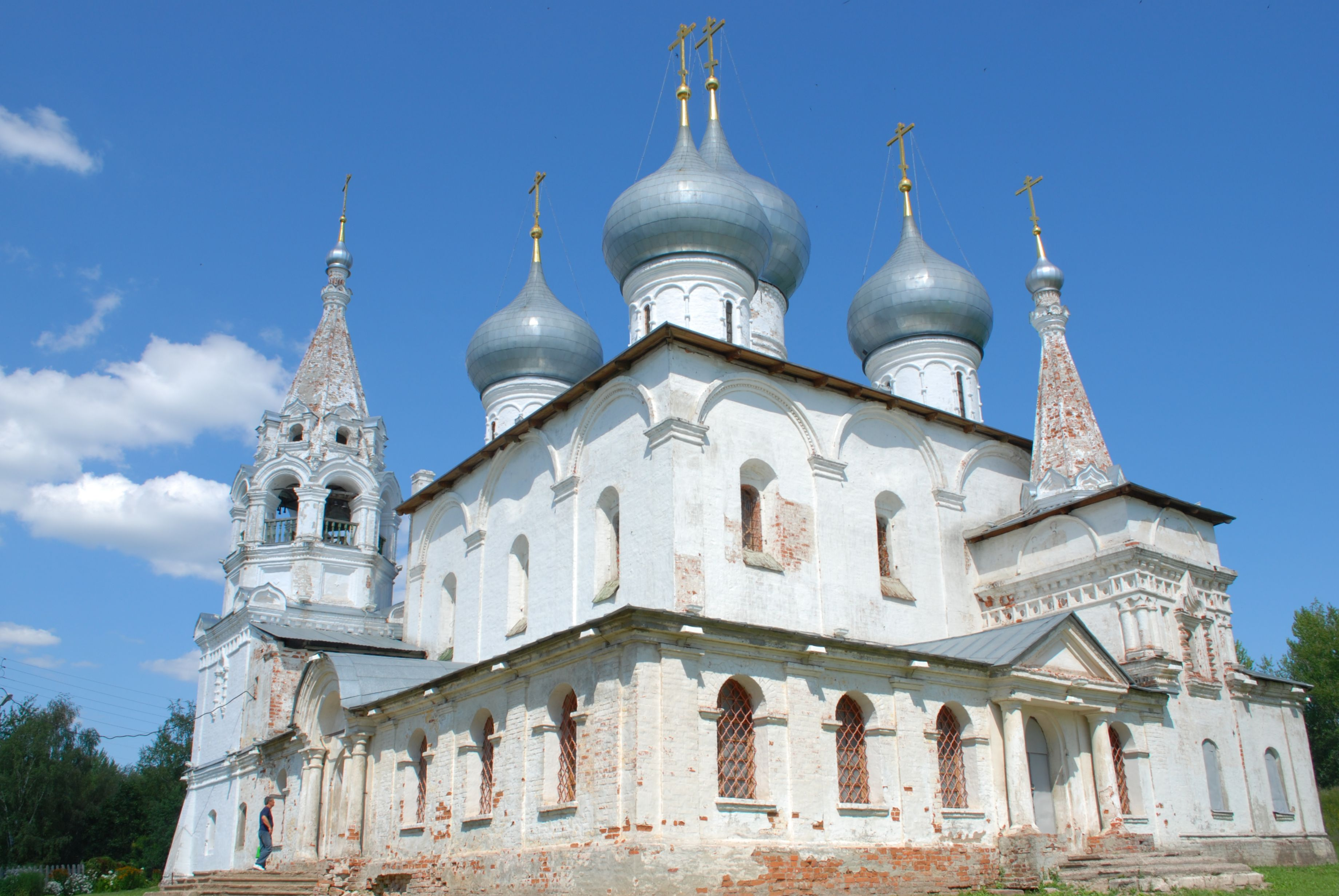
Вид с юга
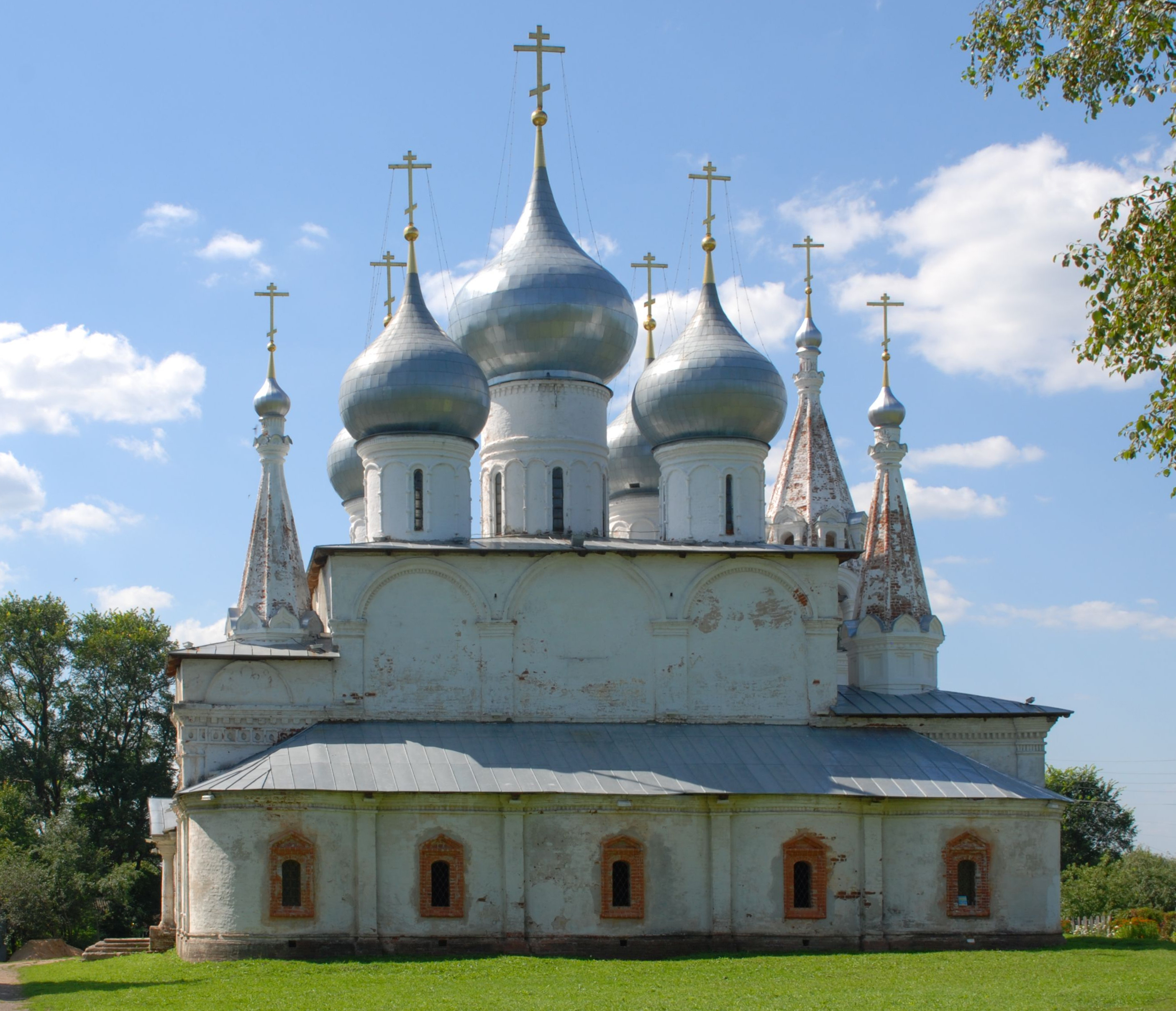
Вид с востока

## Росписи
Сразу после постройки храм был богато расписан Гурием Никитиным, эти фрески представляют интерес как ранний образец северно-русской школы живописи. Для росписи характерно стремление к монументализму, крупным формам. Наиболее интересны росписи южной стены, посвящённые евангельским сюжетам. Особенно выразительна сцена «бичевания Христа». На ней палачи изображены не римскими войнами, а русскими парнями в портах и рубахах. Интересны также композиции «Чудесный лов рыбы» и «Древо Евсеево», где цари изображены с индивидуальным обликом.

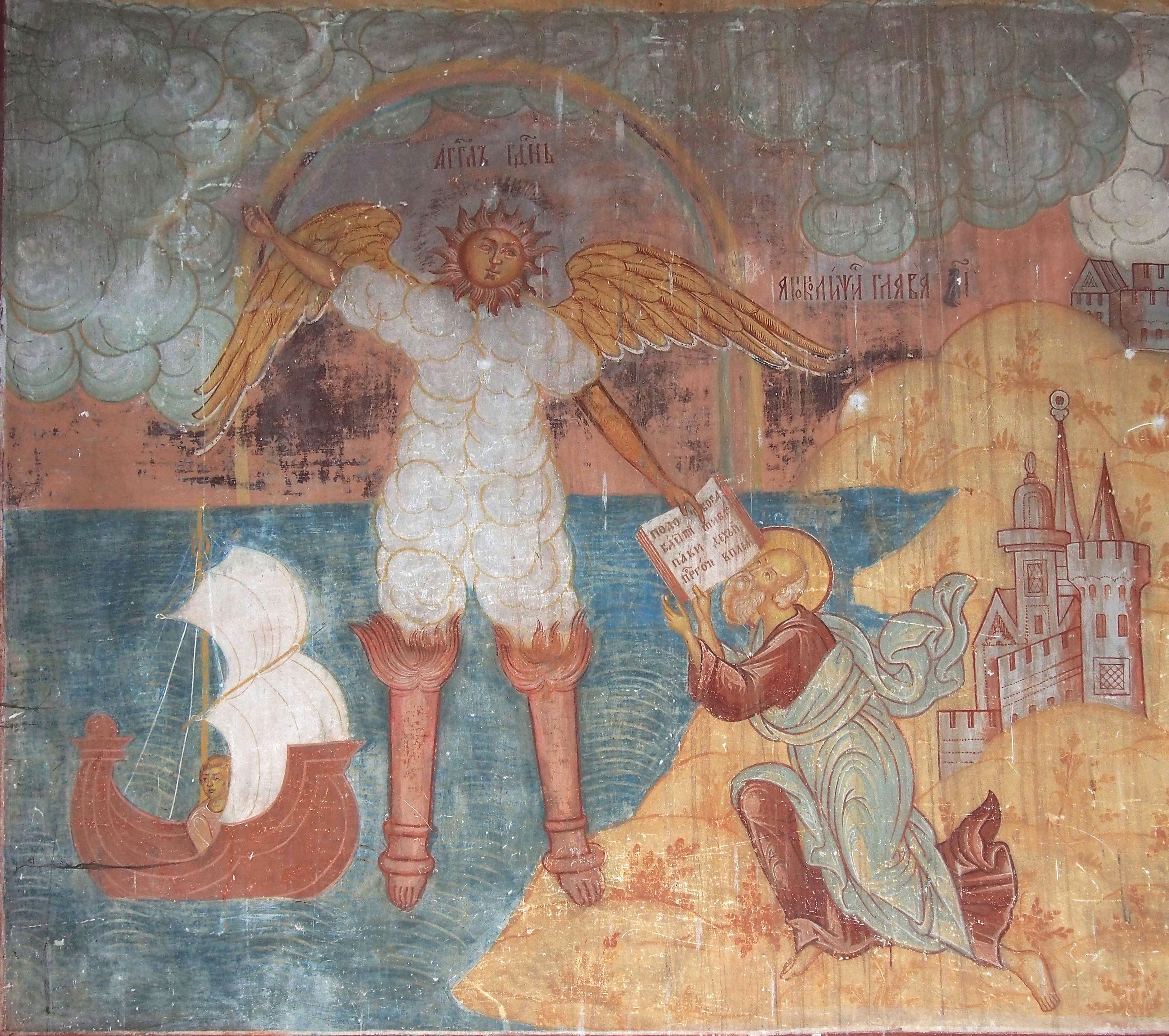
Ангел Господень, западная стена четверика, фреска Гурия Никитина
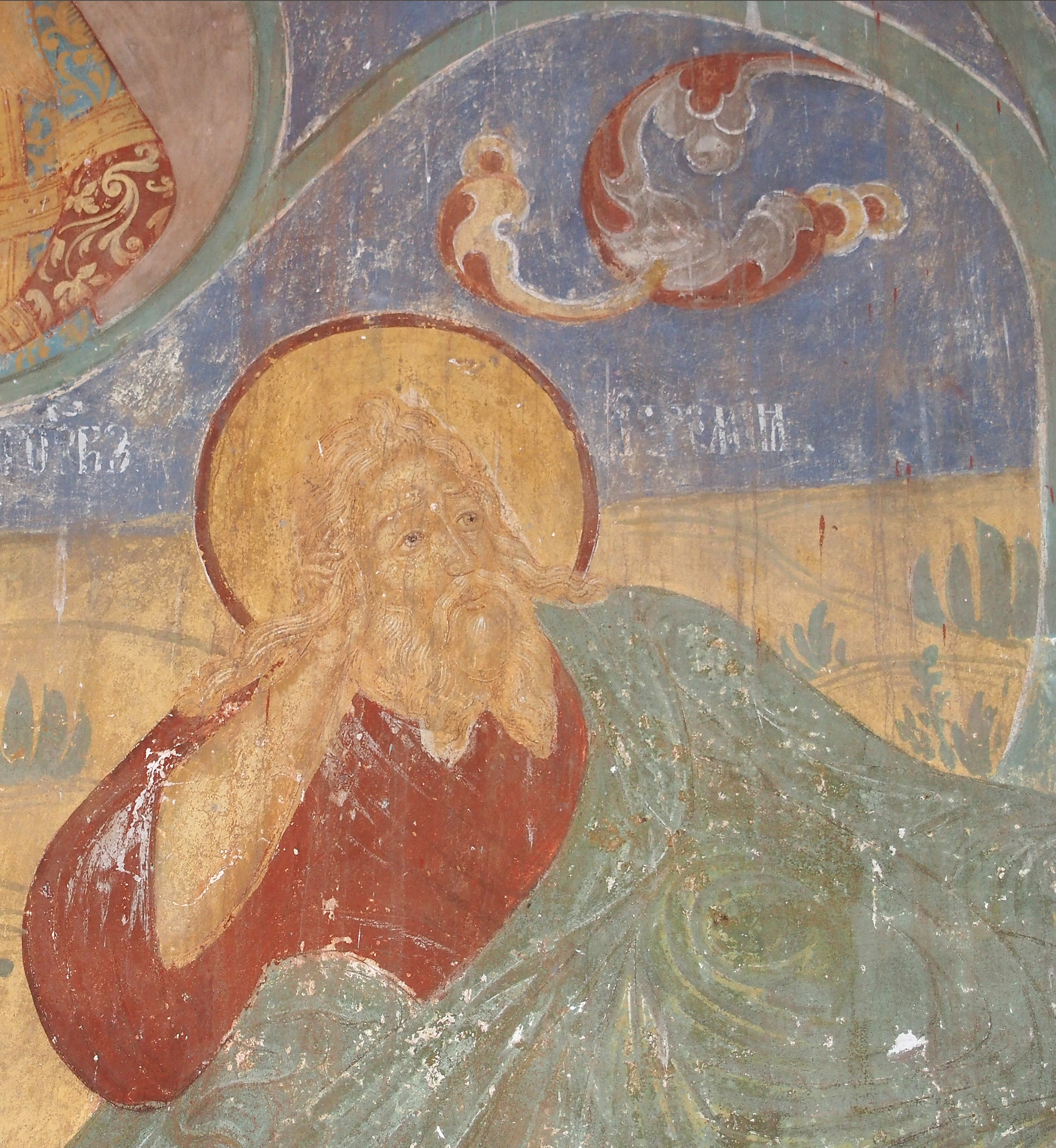
Пророк Иеремия, южная стена четверика, фреска Гурия Никитина
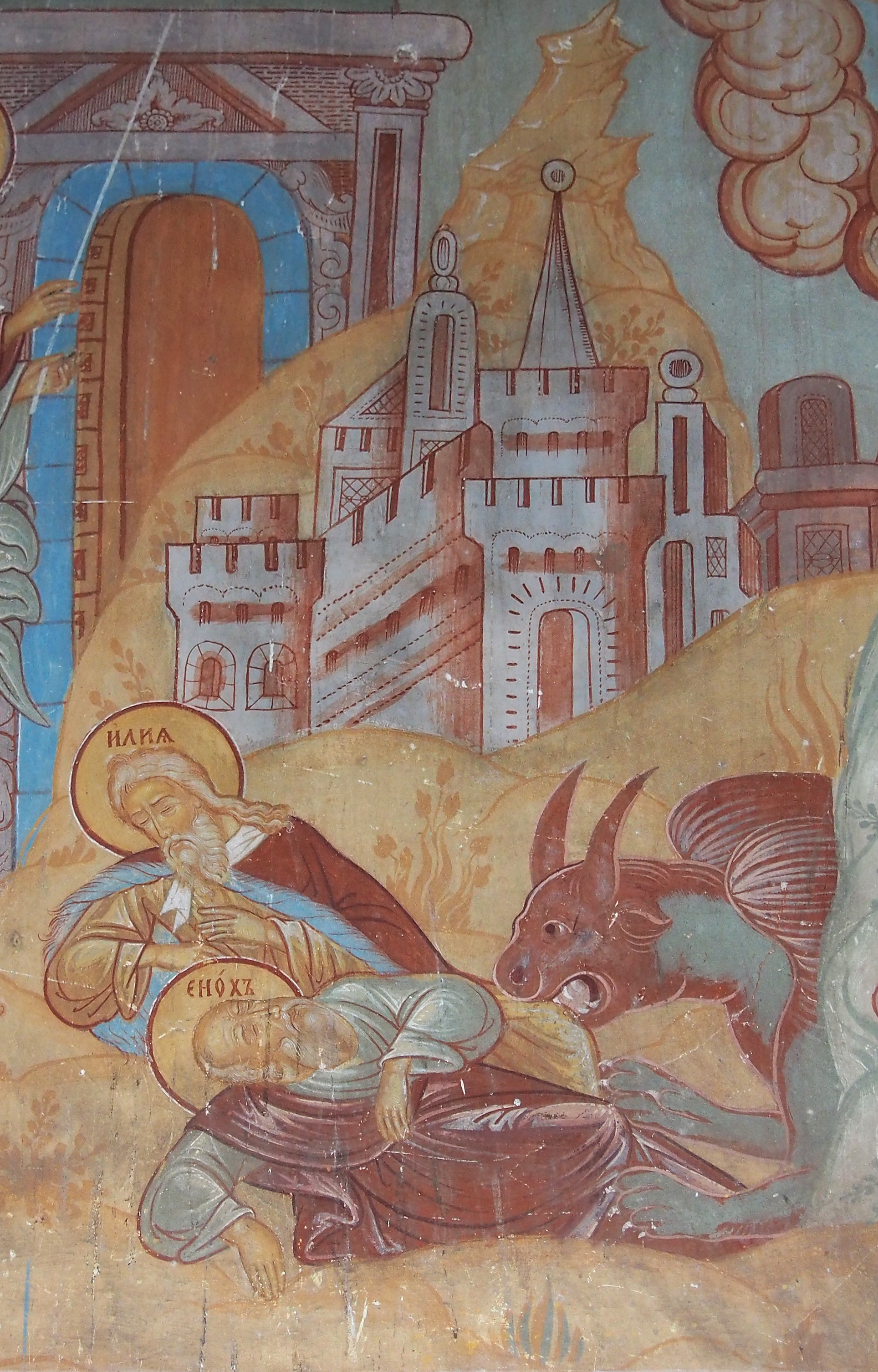
Пророки Илия и Енох, западная стена четверика, фреска Гурия Никитина
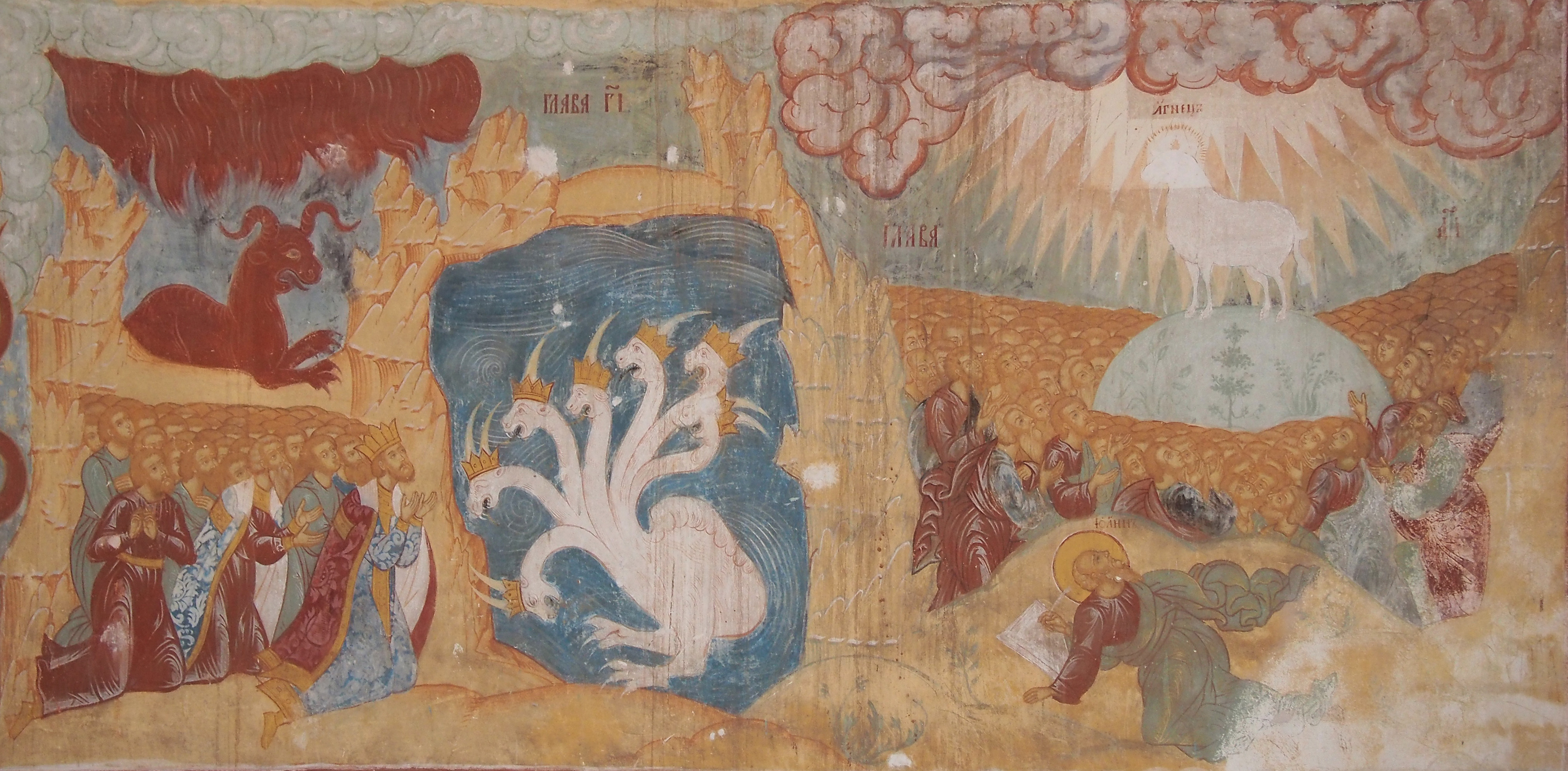
Апокалипсис, западная стена четверика, фреска Гурия Никитина